# Orthochirus kermanensis
Espèce
Orthochirus kermanensis est une espèce de scorpions de la famille des Buthidae.

## Distribution
Cette espèce est endémique de la province de Kerman en Iran.

## Description
Le mâle holotype mesure 33,05 mm et la femelle paratype 38,93 mm.

## Étymologie
Son nom d'espèce, composé de kerman et du suffixe latin -ensis, « qui vit dans, qui habite », lui a été donné en référence au lieu de sa découverte, la province de Kerman.

## Publication originale
- Kovařík & Navidpour, 2020 : « Six new species of Orthochirus Karsch, 1892 from Iran (Scorpiones: Buthidae). » Euscorpius, no 312, p. 1-42 (texte intégral).